# A Hill in Korea
A Hill in Korea (br A Coluna da Morte) é um filme britânico de 1956, um drama de guerra dirigido por Julian Amyes e produzido por Anthony Squire, com trilha sonora de Malcolm Arnold. 
O nome original era Hell in Korea, mas foi mudado por razões de distribuição. 